# Jolina Carl
Jolina Carl (bürgerlich Marion Huppert; * 8. Juli 1970 in Neuss als Marion Fryges) ist eine deutsche Country- und Schlager-Sängerin.

## Leben
Carl spielt seit ihrer Kindheit Gitarre und absolvierte eine Gesangsausbildung. Nach dem Abitur machte sie zunächst eine Ausbildung zur Industriekauffrau; seit 2003 ist sie hauptberuflich Musikerin. Carl ist verheiratet, lebt in Elsdorf bei Köln und hat zwei Kinder.

### Karriere
2009 erschien Carls Debütalbum Lieber jetzt als irgendwann. Im November 2009 erreichte sie mit der gleichnamigen Singleauskopplung erstmals eine vordere Platzierung in den deutschen „Country Music Airplay Charts“, und im Januar 2010 wurde der Titel der erfolgreichste Song in den deutschen „Countrymusik Net Charts“. Ihr Titel Can't Stay Anymore belegte Platz zwei der „European Country Music Airplay Charts“. Seit 2011 erhielt sie im Rahmen der „Country Music Messe“ zahlreiche Auszeichnungen, die sie 2015 zurückgab, nachdem mehrfach Kritik an der Preisvergabe und den Chartplatzierungen geübt worden war.
Im Dezember 2014 erschien ihr Album Shades of Love, das in Nashville produziert wurde. Doug Jernigan, der 1994 in die Steel Guitar Hall of Fame aufgenommen wurde, spielte die Pedal Steel Guitar, und Jenee Fleenor aus der Band von Steven Tyler und Terri Clark war als Fiddlerin dabei.
Das Album Forward Back Home erschien im April 2018. Carl hat hierfür die meisten Lieder selbst geschrieben. Die Bandbreite geht von Bluegrass über Funk und Jazz bis hin zu Country-Musik. Das Album enthält zwei Duette, I Wanna Hear You Say It mit Billy Yates, dem Songschreiber von George Jones’ Hit Choices, und Whishin' We Had mit Ray Scott. Produziert wurde das Album im Studio TJ Tunes in Nashville. Dort entstand ebenfalls das Album Mexican Overdrive, das im Juli 2021 veröffentlicht wurde. Produziert wurde es von dem für einen Grammy nominierten Inhaber des Studios, Thomm Jutz. 
2022 hat Carl ihr sechstes Studioalbum, Hallo, ich bin Jolina Carl, aufgenommen. Zusammen mit Produzent Günter Weber und dem Ideengeber des Projekts, dem Namensgeber und Sänger der Micky Brühl Band, entstand ein nahezu komplett deutschsprachiges Album, das auch ein Duett mit Graham Bonney enthält. 

#### Wettbewerbe
Im Juni 2010 gewann Carl einen in der Westernstadt Lubbock Town stattfindenden Gesangswettbewerb, der mit einem Auftritt in Lubbock, Texas dotiert war. Im Februar 2015 kam Carl als einzige Nicht-Amerikanerin in der Finalrunde der Nashville Universe Awards unter die fünf besten in der Kategorie „Female Vocalist of the Year“.

## Diskografie

### Alben
- 2009: Lieber jetzt als irgendwann
- 2012: Let's Party
- 2014: Shades of Love
- 2018: Forward Back Home
- 2021: Mexican Overdrive
- 2022: Hallo, ich bin Jolina Carl

### EPs
- 2012: Stumblin' In (mit Mitch Keller)

### Singles
- 2009: Lieber jetzt als irgendwann
- 2009: Santa Claus Will Bring You Home to Me
- 2010: Same Old Moon
- 2010: Can't Stay Anymore
- 2010: I Hope You Stay (Duett mit David Lee Howard)
- 2010: Sei ein Licht (mit dem High-S-Chor)
- 2011: I Love It to Love You
- 2011: Dancing at the Party (Duett mit Gitty)
- 2020: Lockdown
- 2020: Christmas Is a Bad Man's Love
- 2022: Geile Zeiten (Duett mit Graham Bonney)
- 2024: Christmas Time